# Thenberg & Kinde
Thenberg & Kinde Fondkommission AB är en svensk fondkommissionär som bedriver verksamhet inom värdepappershandel, företagsrådgivning och liknande affärsområden. Företaget grundades 1913 då Nils Thenberg och Johan Kinde startade Bankirfirman Thenberg & Kinde i Göteborg. Thenberg & Kindes huvudkontor finns i Göteborg med lokalkontor i Stockholm och Malmö.

## Göteborgs OTC-lista
Thenberg & Kinde startade 1995 aktielistan Göteborgs OTC-lista, även kallad Göteborgslistan, avsedd för företag som ännu inte är redo för notering på en börslista med större handel. Listan administreras av Aktietorget, och innehöll 6 bolag i juni 2007, samt 3 bolag i januari 2013.